# Зниження шкоди
Зниження шкоди (зведення шкоди до мінімуму) — розділ політики охорони громадського здоров'я, спрямований на зменшення шкідливих наслідків, пов'язаних з різними людськими вчинками, як легальними, так і нелегальними. Політика щодо зниження шкоди застосовується для контролю різних типів поведінки, таких як використання рекреаційних наркотиків та безладне статеве життя. Критики даної стратегії, як правило, вважають, що вияв терпимості до асоціальної чи незаконної поведінки дає підстави для укорінення думки, що така поведінка є прийнятною, і, що деякі із заходів, запропонованих прихильниками стратегії, не знижують шкоду в довгостроковій перспективі.
Програми обміну голок знижують імовірність колективного використання шприців і застосування їх більше, ніж один раз споживачами героїну та інших наркотиків. Шприц-обмін може призвести до передачі інфекцій, таких як ВІЛ або гепатит С, що можуть поширюватися від користувача до користувача через повторне використання шприців, забруднених зараженою кров'ю. Деякі розробки «Needle and syringe programme» (NSP) та «Opioid Substitution Therapy» (OST) пропонують основи первинної медичної допомоги. Заклади допомоги виконання безпечних ін'єкцій мають юридично санкціоновану, медично перевірену інформацію, призначену для вирішення питань порушення громадського порядку, пов'язаного з вживанням наркотиків та забезпечення гігієнічного і вільного середовища для споживачів наркотиків. Даний сервіс забезпечує стерильне ін'єкційне обладнання, інформацію про наркотики та базову медичну допомогу, лікувальні заходи і доступ до медичного персоналу.
Опіоїдна замісна терапія — медична процедура заміни нелегальних опіоїдів, таких як героїн, на опіоїд з більш тривалою, але менш ейфоричною дією; зазвичай використовують взяті на медичний контроль метадон або бупренорфін. Інший підхід полягає у героїн-підтримуючій терапії, в якій людям із героїновою залежністю видаються медичні рецепти на фармацевтичний героїн (диацетилморфін). «Toronto's Seaton House» став першим притулком для бездомних в Канаді, який працює за принципом «контрольованого алкоголю», при якому клієнт отримує келих вина один раз на годину до того часу, поки персонал не вирішить, що він занадто п'яний, щоб продовжувати. Раніше бездомні питущі люди воліли залишатися на вулицях, шукаючи алкоголь в небезпечних речовинах, таких як рідина для полоскання рота, спирт або промислові продукти, що, в свою чергу, призвело до зростання кількості звернень до невідкладної медичної допомоги.
Велика кількість повідомлень у ЗМІ інформує користувачів про небезпеку водіння в нетверезому вигляді. Більшість споживачів алкоголю на даний момент обізнані про ці небезпеки і методи безпечного пересування, такі як автоматичне керування або «автопілот», і безкоштовні програми таксі, які скорочують кількість аварій, пов'язаних з кермуванням в нетверезому стані. Багато шкіл на сьогоднішній день забезпечують освіту щодо безпечного сексу для підлітків, які можуть жити статевим життям. Оскільки деякі підлітки вже ведуть статеве життя, заходи зі зниження шкоди підтримують сексуальну освіту, яка наголошує на використанні захисних засобів, таких як презервативи, для захисту від небажаної вагітності та хвороб, що передаються статевим шляхом. Починаючи з 1999 року в деяких країнах було легалізовано проституцію, наприклад, у Німеччині (2002) і в Новій Зеландії (2003).
Багато стратегій щодо скорочення шкоди були вдалими у зменшенні передачі ВІЛ-інфекції серед споживачів ін'єкційних наркотиків та людей у проституції. Інформування щодо ВІЛ-інфекції, проходження тестування на ВІЛ, використання презервативів і спрямованість на безпечний секс значно зменшує ризик для виникнення захворювання.

## Наркотики
У випадку рекреаційних наркотиків зниження шкоди висувається як корисний додаток до більш традиційних підходів скорочення попиту та пропозиції. Прихильники стверджують, що заборонні закони змушують людей страждати від хвороб і заподіювати шкоду; наприклад, змушуючи наркоманів отримувати наркотики невідомої якості з ненадійних кримінальних джерел та за високими цінами, тим самим збільшуючи ризик передозування і смерті. Сайт Erowid.org збирає і публікує інформацію і досвід з перших рук, повідомляючи про всі види наркотиків з метою освіти (потенційних) споживачів наркотиків.
У той час, як переважна більшість ініціатив зі зменшення шкоди від освітніх кампаній спрямовані на безпосереднє скорочення шкоди для здоров'я, пов'язаної з наркотиками, в Данії (у вересні 2013 року) був запущений унікальний соціальний проект, метою якого є зменшення фінансового тягара пов'язаного з незаконним вживанням наркотиків людьми з наркотичною залежністю. Майкл Олсен, який раніше був пов'язаний зі створенням закладів споживання наркотиків в Данії, оголосив про започаткування журналу «Illegal», який буде продаватися наркозалежними людьми в Копенгагені і районі Вестербро, і які зможуть використати прибуток від продажу на купівлю наркотиків. Олсен пояснив: «Ніхто ще не вирішив проблему наркоманії. Так чи не краще, щоб люди могли знайти гроші для купівлі наркотиків таким чином, а не через злочинність та проституцію?».

### Програма обміну голок

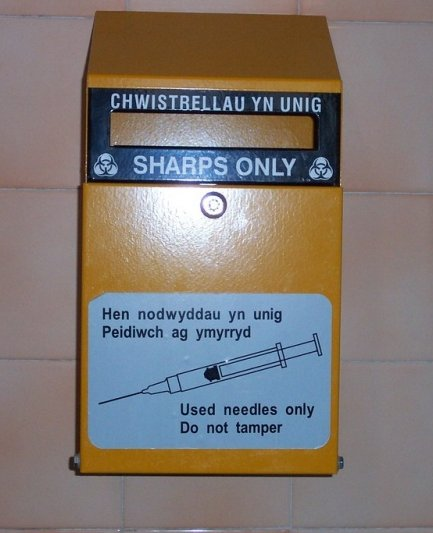
Скринька, що дозволяє безпечно утилізувати використані голки. Розміщена в громадському туалеті в місті Caernarfon, Wales.

Використання деяких заборонених наркотиків може включати використання голок для підшкірних ін'єкцій. У деяких районах (особливо в багатьох частинах США), вони доступні виключно за рецептом лікаря. У місцях, де доступність голок обмежена, споживачі героїну та інших наркотиків часто діляться шприцами і використовують їх більше, ніж один раз. У результаті інфекції, такі як ВІЛ чи гепатит С, можуть поширюватися від одного користувача до іншого через повторне використання шприців, забруднених зараженою кров'ю. Принципи стратегії по зниженню шкоди пропонують зробити такі шприци легко доступними або, принаймні, доступними через програми голок і шприців (NSP). У регіонах, де шприци надаються в достатніх кількостях, рівень розповсюдження ВІЛ-інфекції набагато нижчий, ніж в місцях, де їх постачання обмежене. У багатьох країнах користувачі забезпечуються обладнанням безкоштовно, інші вимагають деякої оплати або обміну брудних голок на чисті, звідси й походить назва програми.
Критична рецензія 2010 року виявила недостатню ефективність програми NSP у запобіганні передачі вірусу гепатиту C, відносну ефективність у запобіганні передачі ВІЛ і повну ефективність у зниженні ризикованої ін'єкційної поведінки. У численних експертизах програм з обміну голок було визначено, що в регіонах, де чисті шприци більш доступні, незаконне вживання наркотиків не вище, ніж в інших областях. Програми обміну голок скоротили частоту виникнення ВІЛ на 33 % в місті Нью Хевен (New Haven) і на 70 % в Нью-Йорку (New York City).
У Мельбурні окремі окраїнні локації міста, такі як Річмонд і Ебботсфорд, були центром використання і поширення героїну протягом тривалого періоду часу. Дослідницька організація Інституту Бернет у 2013 році у співпраці з «Yarra Drug and Health Forum», урядом міста Ярра і «Оздоровчим суспільним центром Північного Річмонда» завершили проект під назвою «North Richmond Public Injecting Impact Study» і рекомендувала 24-годинний доступ до стерильного ін'єкційного обладнання, враховуючи безперервну тенденцію до «широкого розповсюдження, частоти і впливу» незаконного вживання наркотиків в цих районах. У період між 2010 і 2012 роками було зафіксовано чотирьохразове збільшення рівня неналежної утилізації ін'єкційного обладнання в цих двох передмістях. В 2012 році у локації підпорядкованій місту Ярра (частинами котрого є Річмонд і Ебботсфорд), із урн громадської утилізації щомісячно збиралося 1550 шприців. Крім того, в період між 2011 і 2012 роками виклики швидкої допомоги на випадки передозування героїном були в 1,5 рази вище, ніж в інших регіонах Мельбурна (в цілому 336 випадків), а кількість арештів, пов'язаних з наркотиками в Північному Річмонді була утричі вище, ніж у середньому по країні. На додаток, дослідники Інституту Бернет брали інтерв'ю у працівників охорони здоров'я, жителів і місцевих торговців для відображення повної картини найбільш відвідуваних місць Північного Річмонда із вживанням ін'єкційних наркотиків.

28 травня 2013 Інститут Бернет оголосив у інтерв'ю ЗМІ, що він рекомендує 24-годинний доступ до стерильних шприців в передмісті Мельбурна, враховуючи тенденцію до продовження поширення наркокультури після більш ніж 10 років інтенсивних зусиль правоохоронних органів. В дослідженнях Інституту фахівці прийшли до висновку, що використання ін'єкцій в публічних місцях і неналежна утилізація ін'єкційних атрибутів на автостоянках, у парках, на пішохідних доріжках є типовими проявами для даного регіону. Більш того, люди, що вживають ін'єкційні наркотики ламають відкриті урни утилізації шприців для повторного застосування використаного ін'єкційного обладнання.
Британський державний орган, National Institute for Health and Care Excellence (NICE), запропонував нове положення на початку квітня 2014 року в зв'язку із збільшенням кількості молодих людей, що вживають ін'єкційні стероїди у Великій Британії. До цього, в 2009 році, NICE опублікувала рекомендації щодо обміну шприців, в якому дана програма не радилась до застосування для людей у віці до 18 років, але директор організації, професор Майк Келлі, пояснив, що в програмі задіяні «зовсім різні групи» людей. В оновленій директиві NICE рекомендував надання спеціалізованих послуг для «швидко зростаючої кількості користувачів стероїдів» і підтвердив, що голки повинні бути забезпечені для людей у віці до 18 років. Така інформація прозвучала в NICE-повідомленнях вперше за 15-річний період використання стероїдів з метою штучного розвитку м'язів.

### Надання цілеспрямованої первинної медичної допомоги з найменшим рівнем втручання
NSP і OST (Opioid Substitution Therapy) запропонували певні параметри щодо надання основної первинної медичної допомоги. Вони відомі як «спрямована первинна медико-санітарна допомога», так як ці заходи, насамперед, націлені на людей, що вживають ін'єкційні наркотики та/або «медична допомога з найменшим рівнем втручання» — оскільки вони долають поширені бар'єри, з якими клієнти часто стикаються, коли намагаються отримати медичну допомогу в традиційних закладах охорони здоров'я. Для отримання стерильного ін'єкційного обладнання клієнти часто відвідують NSP заклади, а для отримання фармакотерапії (наприклад, метадону, бупренорфіну) вони відвідують клініки OST; цю систему доцільно розвивати, щоб мати змогу запропонувати необхідну медичну допомогу. Такі вузькоспеціалізовані цільові заклади мають потенціал мінімізувати негативне ставлення клієнтів до медицини, через перешкоди, з якими вони стикались при звернені до традиційних установ. Надання доступних, прийнятних і раціональних послуг, які швидко реагують на потреби, важливі для даної спільноти, сприятиме зменшенню залежності від недоречної і економічно невигідної допомоги відділення невідкладної допомоги.

### Заклади безпечного введення наркотиків

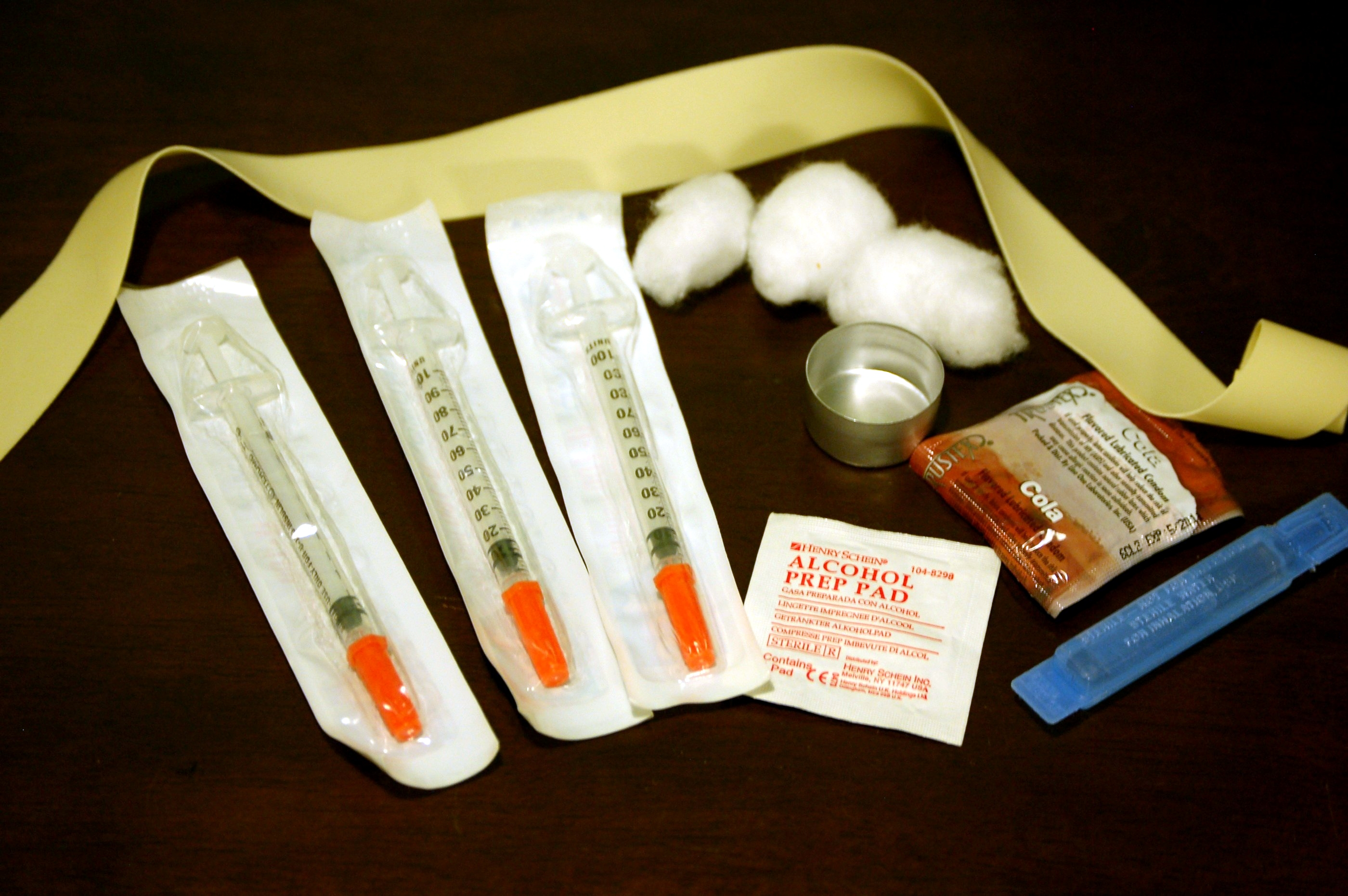
Комплект для ін'єкцій від програми обміну голками.

Кімнати споживання наркотиків (DCR) — юридично санкціоновані, медично перевірені об'єкти, призначені для вирішення питань громадського порядку, пов'язаного з вживанням наркотиків та забезпечення гігієнічного і безпечного середовища для їх споживачів.
Мета їх створення — забезпечення стерильним ін'єкційним обладнанням, інформацією про наркотики та первинну медичну допомогу, напрямки і методи лікування, доступ до медичного персоналу. Деякі пропонують консультування, гігієнічні та інші послуги для мігруючих і бідних осіб. Більшість програм забороняють продаж або купівлю нелегальних наркотиків. Багато з них вимагають посвідчення особи. Деякі обмежують доступ до місцевих жителів і застосовують інші критерії прийому, наприклад, обов'язковість споживання саме ін'єкційних наркотиків, але в цілому в Європі вони не виключають наркоманів, які споживають їх іншими шляхами.
Вперше такі укомплектовані кімнати, де можна було зробити ін'єкцію, з'явились в Нідерландах, хоча до 1996 року вони не мали обов'язкової юридичної підтримки. Замість цього, перший центр, де введення ін'єкційних наркотиків було законним, знаходився в Берні, Швейцарія, і відкрився у 1986. У 1994 році Німеччина відкрила свій перший подібний заклад, хоча, як і в Нідерландах заклад працював в «сірій зоні», за підтримки місцевої влади та за згодою поліції, поки Бундестаг не забезпечив офіційного дозволу в 2000 році.
У Європі, Люксембурзі, Іспанії та Норвегії подібні кімнати відкрились вже після 2000 року, так само як це сталось у випадку двох існуючих закладів за межами Європи, з Sydney's Medically Supervised Injecting Center (MSIC), створеного в травні 2001 році, і з Vancouver's Insite, відкритого у вересні 2003. У 2010 році, після дев'ятирічних випробувань, заклад Сіднея був затверджений як постійна установа охорони здоров'я. Наприкінці 2009 року в цілому було зареєстровано 92 професійних контрольованих центрів допомоги в 61 містах.
Останній звіт Європейського центру контролю наркотиків і наркотичної залежності (European Monitoring Centre for Drugs and Drug Addiction's) від квітня 2010 року, спростував побоювання з приводу того, що DCR може «заохочувати до вживання наркотиків, сповільнювати розвиток лікувальної сфери чи загострювати проблеми місцевих ринків наркотиків.» Юрген Рем і Бенедикт Фішер пояснили, що в той час як існують всі підстави вважати DCR успішними, то «інтерпретація результатів багатьох досліджень обмежується непереконливими доказами і, частіше за все, пояснюється відсутністю адекватних контрольних груп.» Вчені зробили висновок, що «залишення відкритого простору для альтернативних інтерпретацій інформації створює передумови для появи і подальшого розвитку ідеологічної дискусії.»
Огляд EMCDDA відзначив, що дослідження ефекту запропонованих закладів «стикається з методологічними проблемами в обліку досягнень місцевої політики»; на сьогоднішній день вони дійшли висновку, «що заклади досягають свого цільового призначення і забезпечують негайні поліпшення за рахунок покращення гігієни та безпечних умов для наркозалежних». Крім того, дані заклади «не лише не підвищують рівень вживання наркотиків або ризикованих моделей споживання, але і не призводять до зростання рівня місцевої злочинності пов'язаної з придбанням наркотиків.» В той час як його використання «пов'язане із самовільним скороченням ін'єкційних ризиків, таких як спільне використання шприців і публічне вживання наркотиків» та «з підвищеним попитом на проведення детоксикаційної терапії і звернень до лікувальних закладів.» Тим не менш, «невелика кількість досліджень, так само як і методологічні проблеми (ізоляція ефекту від інших впливів або низьке охоплення груп ризику), нівелюють докази на користь ефективності даної програми і відображують їх недостатність для того, щоб зробити висновки щодо ефективності в зниженні ВІЛ-інфікування або захворюваності на гепатит С». Наприкінці доповіді зазначалося, що «на підставі результатів змодельованих досліджень можна сказати, що такі заклади можуть зробити значний вклад у зниження смертності, пов'язаної з наркотиками на рівні міста, де обсяг діяльності є адекватним, але підстав вважати цю методику ефективною на загальному рівні досі недостатньо.»
Критики даної програми, такі як правозахисні організації попередження наркоманії «Drug Free Australia» і «Real Women of Canada» відносяться до найсуворіших досліджень Сіднея та Ванкувера. Два центри, в Сіднеї (Австралія) та у Ванкувері (Канада) витрачають на подібні дослідження $2.7 млн. та $3 млн. на рік відповідно, але канадський математичний експеримент вказує тільки на одне життя на рік, врятоване від фатального передозування у Ванкувері, в той час як аналіз австралійського об'єднання відзначає, що, статистично необхідно більше року для того, щоб врятувати одне життя. Експертний Консультативний комітет уряду Канади вивчив претензії журналістських досліджень щодо зниження рівня ВІЛ-інфікування за допомогою «Insite», але «не виявили впевненості у справедливості і достовірності цих припущень.» Дослідження сіднейської групи не показали вагомих покращень щодо утилізації голок і владнання ситуації в цілому, в той час як ванкуверська група досягла обширних результатів.

### Опіоїдна замісна терапія (ОЗТ)
Опіоїдна замісна терапія (ORT) — медична процедура заміни нелегальних опіоїдів, таких як героїн, на опіоїди з більш тривалою, але менш ейфоричною дією; частіше за все використовуються взяті під медичний контроль метадон або бупренорфін. Під час виробництва таблетованих форм деякі сполуки бупренорфіну поєднують з антагоністом опіатних рецепторів налоксоном для того, щоб таблетку не можна було подробити і ввести ін'єкційним шляхом замість сублінгвального шляху введення.
У деяких країнах, таких як Швейцарія, Австрія та Словенія пацієнтам дозволяється лікування морфіном повільного типу дії у випадках, коли у людини є індивідуальна непереносимість метадону. У Німеччині протягом багатьох років як замісна терапія неофіційно використовувався дигідрокодеін, незважаючи на те, що рецептурно він вже давно не призначається з цією метою. З цієї ж причини в Австрії знову введений у користування дигідрокодеїн подовженої дії. На даний момент в багатьох країнах проводяться дослідження ефективності і доцільності піритраміду, гідроморфону подовженої дії (у тому числі полімерних імплантатів з терміном дії до 90 днів), дигідроеторфіна та інших препаратів для замісної терапії.
Основним принципом провадження замісної терапії є здатність програми сприяти відновленню стабільності в житті споживачів наркотиків, полегшення виходу з абстинентного синдрому та подолання психічної залежності; хоча сильний ейфоричний ефект не є притаманною побічною дією під час лікування. У деяких країнах (окрім США, Великої Британії, Канади чи Австралії), нормативні документи наголошують на обмеженні періоду проходження замісної терапії при досягненні стабільної економічної і психологічної ситуації (пацієнти, що страждають від ВІЛ/СНІД або гепатиту С, зазвичай, є виключеннями з цих правил). На практиці, 40-65 % пацієнтів повністю звільнювались від наркотичної залежності під час проходження замісної терапії, і 70-95 % були в змозі істотно скоротити їх використання, коли відчували одночасне усунення або вагоме зменшення медичних (непридатні розріджувачі, нестерильне ін'єкційне обладнання), психосоціальних (психічне здоров'я, взаємовідносини) і юридичних (арешт і тюремне ув'язнення) проблем, які можуть виникнути в результаті використання заборонених опіоїдів.

### Програми підтримуючої терапії
Надання медичних рецептів для фармацевтичного героїну (діацетилморфін) людям з героїновою залежністю було впроваджено у деяких країнах з метою вирішення проблем, пов'язаних з незаконним використанням наркотиків, як потенційно вигідне для індивідуального і суспільного здоров'я в цілому. Існують переконливі докази на користь того, що ця форма лікування може значно поліпшити здоров'я і соціальні обставини учасників, а також скоротить збитки від кримінальних злочинів, позбавлення волі і порушення здоров'я.
У Швейцарії, героїн-підтримуюча терапія є затвердженою програмою національної системи охорони здоров'я. Існує кілька десятків центрів по всій країні і люди з героїновою залежністю можуть приймати героїн в контрольованому середовищі. Швейцарська програма підтримуючого забезпечення героїном на даний момент зарекомендувала себе як успішний і доцільний компонент у складі загального підходу країни до мінімізації шкоди, завданої незаконним вживанням наркотиків. На національному референдумі 2008 року 68 % учасників проголосували за продовження Швейцарської програми.
Дослідницькі центри Нідерландів вивчали медичний аспект героїнової підтримуючої терапії. Німецьке дослідження довгострокової героїнової залежності довело, що діаморфін був значно ефективнішим, ніж метадон у лікуванні пацієнтів і у покращенні рівня їх здоров'я і соціального благополуччя. Багато учасників отримали можливість знайти роботу, а деякі навіть завели сім'ю після багатьох років безпритульності та правопорушень. З тих пір таке лікування продовжувалось у містах, які брали участь у пілотному дослідженні, поки героїн-підтримуюча терапія не була остаточно включена в програму національної системи охорони здоров'я у травні 2009 року.
Програма забезпечення героїном вже існувала у Великій Британії з 1920-х років в той період, коли наркоманія розглядалася як окрема проблема залежної людини. Опіатна залежність на той час була рідкістю і була в основному привілегією людей середнього класу, які мали легкий доступ до наркотиків відповідно до своєї професії або людей, які стали отримали залежність як побічний ефект лікування. У 1950-х і 1960-х років лише невелика кількість лікарів почали звертати увагу на тривожне зростання кількості наркозалежних людей у Великій Британії через надмірне призначення наркотиків у лікуванні, наслідком чого став перехід до більш суворого законодавства. Тим не менш, на даний час британський уряд знову повернувся до розгляду призначення героїну як законного компонента Національної служби охорони здоров'я (NHS). Є всі підстави вважати, що лікування метадоном підходить не для всіх людей з опіоїдною залежністю і, що героїнова терапія є життєздатним варіантом, який має рівні чи навіть кращі показники успіху.

Комітет призначений урядом Норвегії завершив аналіз міжнародних наукових досліджень щодо підтримуючої терапії героїном. У 2011 році Комітет дійшов висновку, що наявність численних неточностей та недостатність інформації про вплив лікування героїном означає, що ця програма не може бути рекомендована до використання в Норвегії.
Перший і єдиний північноамериканський проект героїнозамісної терапії був запущений у Ванкувері (Британська Колумбія), і Монреалі (Квебек). На сьогоднішній день більше 80 наркоманів із довгостроковою залежністю, яким не допомогли традиційні методи лікування, беруть участь у випробуваннях «North American Opiate Medication Initiative» (NAOMI). Тим не менш, критики стверджують, що контрольна група отримує нераціонально низькі дози метадону, що робить їх схильними до невдачі і, таким чином, призводить до підтасовування результатів на користь героїно-підтримуючої терапії.
Критики даної програми підкреслюють високовартісність забезпечення споживачів героїном. Так, Британське дослідження коштує британському уряду 15,000 £ на кожного учасника на рік, що приблизно еквівалентно рахунку середнього користувача героїну в розмірі £ 15,600 на рік. Drug Free Australia, на противагу цим поточним витратам, на забезпечення героїном ставить допомогу шведських інвестицій та цілеспрямованість на вільне від наркотиків суспільство, в якому політика обов'язкової реабілітації наркотично-залежних людей є невід'ємною, в якому буде зареєстровано один з найнижчих рівнів вживання незаконних наркотиків серед розвинених країн світу; модель суспільства, в якій успішно реабілітовані користувачі не спричиняють матеріального навантаження на їх співвітчизників і знизять витрати закладів охорони здоров'я.
Основна частина грошей для купівлі героїну надходить злочинним шляхом, таких як грабіж або наркобізнес. King's Health Partners відзначає, що витрати на забезпечення безкоштовного героїну протягом року становлять близько однієї третини від вартості розміщення споживача у в'язниці протягом року.[недоступне посилання з Травень 2011]

### Розповсюдження налоксону
Налоксон — препарат, що використовується для боротьби з передозуванням опіоїдами; наприклад, героїном чи морфіном. Простіше кажучи, налоксон витісняє опіоїдні молекули від рецепторів мозку і відновлює пригнічене дихання, викликане передозуванням протягом 2-8 хвилин. Всесвітня організація охорони здоров'я (ВООЗ) включила налоксон до їх «Списку основних лікарських засобів» і рекомендує його поширення і використання для лікування передозування опіоїдами.
Налоксон, як антагоніст опіоїдів є успішно випробуваним і впровадженим до використання. Затверджені програми розповсюджують налоксон як мінімальний стандарт ВООЗ для споживачів наркотиків та їх партнерів, членів сім'ї, поліції, в'язниць та інших. Ці програми лікування та центри зі зменшення шкоди працюють в Афганістані, Австралії, Канаді, Китаї, Німеччині, Грузії, Казахстані, Норвегії, Росії, Іспанії, Таджикистані, Великій Британії, Сполучених Штатах (США), В'єтнамі, Індії, Таїланді, Киргизстані, Данії та Естонії.

#### Сполучені Штати Америки
Поліцейські офіцери в Квінсі (штат Массачусетс, США) почали застосовувати препарат налоксону у формі назального спрею в жовтні 2010 року, відповідно до вказівки пілотної програми департаменту громадської охорони здоров'я, в якому налоксон рекомендувався до застосування друзями та сім'ями споживачів опіатів. Офіцери Квінсу від початку дії даної вказівки застосовували препарат 221 раз і в 211 випадках вдалося ліквідувати передозування. Співробітники поліції штату Нью-Джерсі перейняли досвід поліцій Квінсу в 2013 році. Майор поліції Томас Кох на початку 2014 року пояснив: "Це дуже легко для цинічної людини сказати: «О, вони наркомани, нехай вмирають. Але коли ти стикаєшся з цим впритул, один на один, то це зовсім інша історія. Деякі люди, які йдуть цією дорогою ніколи не повернуться, але якщо ми можемо їм допомогти, завжди є надія».
Після використання назального спрею співробітниками поліції Нью-Йорку, більше 20 000 офіцерів поліції приєдналися до цієї програми в середині 2014 року. Державний офіс Генерального прокурора забезпечить $ 1.2 млн на поставку майже 20 тис. комплектів і комісар поліції Вільям Братон заявив: «Налоксон дає людям другий шанс, щоб отримати допомогу».

#### Австралія
У березні 2013 року розпочалося проведення пробних програм в австралійських штатах Новий Південний Уельс (NSW) і Австралійській столичній території (ACT). Після публікації затвердженого положення про розподіл та призначення налоксону серед партнерів наркозалежних людей у серпні 2013 року Harm Reduction Victoria почав проводити навчальні семінари для споживачів наркотиків щодо методики використання налоксону у випадку передозування. Протягом тижня, починаючи 3 березня 2014, було проведено 19 подібних семінарів і 156 наркозалежних людей були забезпечені налоксоном за рахунок суспільних закладів охорони здоров'я.

### Канабіс
Специфічні наслідки, пов'язані з вживанням канабісу, включають в себе збільшення кількості нещасних випадків при водінні під дією наркотику, виникнення залежності, психозу, шкідливих психосоціальних розладів у підлітків та респіраторних захворювань. Деякі кампанії з безпечного використання канабісу, в тому числі UKCIA (Британський Інтернет-актив), заохочують до використання методів, які здатні спричиняти меншу фізичну шкоду для організму, у тому числі і оральне споживання, вапоризація, використання трубок, які охолоджують і в якійсь мірі фільтрують дим, і куріння марихуани без змішування її з тютюном.
Той факт, що куріння канабісу є протизаконним і карається ув'язненням в найбільш розвинених країнах світу відзначено як проблема Європейським центром моніторингу наркотиків і наркотичної залежності (European Monitoring Centre for Drugs and Drug Addiction, EMCDDA) оскільки наслідки такого звинувачення для законослухняних користувачів, можливо, більш шкідливі, ніж будь-яка шкода від самого препарату. Наприклад, це негативно впливає на можливість працевлаштування, принижує цивільні права і ускладнює особисті стосунки. Деякі люди, такі як Ітан Надельман з Drug Policy Alliance припускають, що організована легалізація марихуани сприятиме безпечному використанню і виявленню фактичних несприятливих наслідків від впливу окремих хімічних речовин цієї трави.
Той шлях, який нав'язує законодавство щодо марихуани є дуже вибірковим, і, навіть, дискримінаційним. Статистика показує, що соціально незабезпечені люди, іммігранти та етнічні меншини мають значно вищий рівень арештів. Декриміналізація наркотиків, наприклад, дозвіл на зберігання невеликих кількостей марихуани і можливість її культивування для особистого використання, дозволить полегшити ці проблеми. В місцях, де була здійснена декриміналізація (декілька штатів в Австралії та Сполучених Штатах, Португалії та Нідерландах), це зовсім не вплинуло або вплинуло незначно на рівень використання канабісу серед населення. Відсутність доказів зростання кількості споживачів показує, що така зміна у політиці не матиме несприятливого ефекту від легалізації канабісу і, в той же час, знизить додаткові примусові витрати державних органів.
В останні кілька років поява нових видів канабісу з більш високими концентраціями тетрагідроканабінолу змусили змінити політику в Нідерландах і ввести суворіші підходи; наприклад, наприкінці 2011 року почала діяти заборона продажу марихуани туристам у кав'ярнях. Продаж і зберігання канабісу досі залишаються забороненими в Португалії, зберігання канабісу також є федеральним злочином в Сполучених Штатах.

### Алкоголь
Традиційно, притулки для бездомних забороняють вживання алкоголю. У 1997 році, в результаті дізнання у смерті двох бездомних алкоголіків двома роками раніше, Toronto's Seaton House став першим притулком для бездомних в Канаді, який працює за принципом «контрольованого алкоголю», при якому клієнти отримують келих вина один раз на годину, до того моменту, поки персонал не вирішить, що людина занадто сп'яніла, щоб продовжувати. Раніше бездомні алкоголіки воліли залишатися на вулицях, шукаючи алкоголь в небезпечних речовинах, таких як рідина для полоскання рота, спирт або промислові продукти, що, в свою чергу, призвело до частого використання невідкладної медичної допомоги. Програма була наслідувана і в інших містах Канади і спеціальні дослідження в Оттаві виявили, що кількість невідкладних звернень і поліцейських арештів скоротились вдвічі. У дослідженні, опублікованому в журналі Канадської медичної асоціації у 2006 році зазначалось, що забезпечення хронічних алкоголіків контрольованими дозами алкоголю також знижує і їх загальне споживання алкоголю. Дослідники підрахували, що учасники програми скоротити своє споживання алкоголю від в середньому 46 напоїв у день, коли вони розпочали участь в програмі до, приблизно, 8 напоїв. Крім того частота потрапляння до кімнат швидкої допомоги впала до 8 разів на місяць з 13.5, в той час як частота сутичок з поліцією впала від 18.1 до 8.8.
Downtown Emergency Service Center (DESC), в Сієтлі, штат Вашингтон, в Сіетлі, штат Вашингтон, працює над створенням кількох програм щодо типово нових моделей зниження шкоди. Дослідники університету Вашингтона, що співпрацюють з DESC, виявили, що надання житлових послуг та загальної підтримки для бездомних питущих вартує платникам податків менше, ніж залишити їх на вулиці, де гроші від податків йдуть на виклик поліції і швидкої медичної допомоги. В квітні 2009 року в журналі Американської медичної асоціації з'явились результати досліджень, фінансованих Substance Abuse Policy Research Program (SAPRP)від фонду Роберта Вуда Джонсона. Це була експертиза під контролем Сполучених Штатів, яка оцінювала ефективність спеціальної програми забезпечення житлом бездомних хронічних алкоголіків. Вже протягом першого року було доведено, що програма економить платникам податків більше, ніж $ 4 млн. Протягом перших шести місяців, навіть після врахування вартості введення соціального житла в експлуатацію, було визначено, що для 95 перших учасників програми, середня економія становила 53 % — майже $ 2500 на місяць на одну людину — в забезпеченні медичних і соціальних послуг, в порівнянні з витратами на кожного з 39 бездомних людей контрольної групи із листа очікування. Більше того: не дивлячись на те, що офіційно учасники не були зобов'язані проходити лікування щодо алкогольної залежності, наявність постійного житла сприяла зниженню рівня алкоголізму серед колишніх бездомних.

### Програми, пов'язані з проблемою алкоголю
Велика кількість повідомлень в ЗМІ інформує користувачів про небезпеку руху за кермом в нетверезому вигляді. Більшість споживачів алкоголю на даний момент обізнані про ці небезпеки і методи безпечного пересування, таких як автоматичне керування, або «автопілот» і безкоштовних програм таксі, які скорочують кількість аварій, пов'язаних з кермуванням в нетверезому стані. У багатьох містах існують програми безкоштовного проїзду додому під час свят, пов'язаних із високим рівнем вживання алкоголю, і деякі бари та клуби надають клієнтам у вираженому нетверезому стані безкоштовне таксі.
У Новому Південному Уельсі ліцензовані групи сформували місцеві угоди щодо споживання спиртних напоїв і колективно розробили, впровадили і поширили серед населення ряд програм з мінімізації шкоди, включаючи вищезгадану програму «автопілот» і схему допомоги нічних перевезень. Багато з таких транспортних схем є безкоштовними для клієнтів, з метою заохочення їх уникнути водіння в нетверезому стані і, в той же час, зменшити шкоду від галасливих людей напідпитку, що тиняються навколо нічних закладів.
Moderation Management — програма контролю вживання спиртних напоїв, яка допомагає питущим урізати їх звичайну дозу алкоголю, заохочуючи до убезпечення себе від асоціальної поведінки.
The HAMS Harm Reduction Network — програма, яка заохочує будь-які позитивні зміни у ставленні до вживання алкоголю або інших речовин, що змінюють настрій. HAMS ставить на меті досягнення таких цілей, як безпечне вживання алкоголю, зниження вживання алкоголю, помірне вживання алкоголю, або повне припинення. Вибір своєї мети кожна людина має зробити сама.
Зниження шкоди в алкогольній залежності може бути розпочате з використання налтрексона.

### Тютюн
Зниження шкоди від тютюну включає дії, що спрямовані на скорочення ризиків для здоров'я, пов'язаних із використанням тютюну, особливо горючих форм, без повного утримання від тютюну і нікотину. Деякі з цих заходів передбачають перехід на більш безпечні (з низьким вмістом смол) сигарет, перехід на жувальний тютюн або використання негорючих систем доставки нікотину.
Є широко відомим, що лише повне припинення куріння дає найбільше зниження ризику. Тим не менш, існує значна кількість завзятих курців, які не можуть або не бажають подолати залежність. Тому програма по скороченню шкоди може бути дуже корисною для таких людей.

### Психоделічні засоби
«The Zendo Project» створений «Багатопрофільною Асоціацією психоделічних досліджень» і використовує принципи психоделічної терапії, для забезпечення безпечних місць і емоційної підтримки людям, що зіткнулися із важкими наслідками вживання психоделічних наркотиків на окремих фестивалях, таких як «Burning Man», «Boom Festival» та «Lightning in a Bottle» без втручання медичних або правоохоронних органів.
Також, MDMA котрий зазвичай продається під сленговою назвою «екстазі» та «моллі» часто фальсифікується. Некомерційна організація «DanceSafe» пропонує експрес-тестування вмісту таблеток і порошків на різноманітних фестивалях електронної музики на території США. Вони також продають спеціальні набори для користувачів, щоб вони могли перевірити вміст самостійно. Ресурс PillReports.com пропонує користувачам екстазі відправляти зразки наркотичних препаратів для лабораторних тестувань публікує результати в Інтернеті.

## Секс

### Програми сексуальної освіти та безпечного сексу
Багато шкіл в даний час забезпечують сексуальну освіту щодо безпечного сексу для підлітків. Оскільки деякі підлітки вже ведуть його, заходи із зниження шкоди підтримують сексуальну освіту, яка наголошує на використанні захисних засобів, таких як презервативи, для захисту від небажаної вагітності та хвороб, що передаються статевим шляхом. Ці програми були створені з метою зниження рівня ризикованої сексуальної поведінки і запобігання поширенню ІПСШ. Вони також знижують кількість небажаних вагітностей.
Це заперечують системи консервативного виховання, вважаючи, що освіта дітей щодо сексу може заохочувати їх до раннього початку сексуального життя. Однак програми утримання від сексу ніяк не впливають на ризик захворюваності ВІЛ-інфекцією в розвинених країнах і не мають підстав бути придатними в інших країнах.

### Легалізація проституції
З 1999 року у деяких країнах експериментом серед законодавчих підходів до проституції її було легалізовано: наприклад, у Німеччині в 2002 році і у Новій Зеландії в 2003. Тим не менш, в більшості країн така практика забороняється. Зібрати точну статистичну інформації щодо проституції і торгівлі людьми вкрай складно, що призвело до розбіжності думок: прихильники легалізації стверджують, що це знизить рівень організованої злочинності, противники (серед яких ООН та феміністичні організації) доводять зростання насильства та попиту на проституцію з її легалізацією. Голландське законодавство щодо проституції, одне з найліберальніших у світі, змінювало свою думку кілька разів. У період до 2015 року до третини офіційно санкціонованих робочих місць були закриті знову після повідомлення про торгівлю людьми. Самі ж повії, як правило, вбачають в легалізації розкрадання їх коштів для існування. Німеччина після досвіду легалізації та його наслідків вирішила приєднатися до ряду країн, які дотримуються моделі криміналізації клієнта проституції (Шведської).

### Проституція і ВІЛ
Незважаючи на глибину знань в області ВІЛ/СНІДу, неможливо зупини глобальне швидке розповсюдження інфекції у проституції. Відносини між цими двома змінними значно збільшують ризик передачі інфекції серед цих груп населення, а також, до кожного, хто пов'язаний з ними, наприклад, їх сексуальних партнерів, їх дітей, і, в кінцевому результаті, до населення в цілому.
Багато першочергових стратегій із скорочення шкоди виявились успішними для зниження передачі ВІЛ-інфекції серед споживачів ін'єкційних наркотиків та людей у проституції. Обізнаність щодо ВІЛ-інфікування, тестування на ВІЛ, використання презервативів, дотримання політики безпечного сексу значно зменшує ризики захворювання. Програма взаємної освіти («Рівний навчає рівного») як компоненту загальної стратегії в зниженні шкоди особливо ефективно скорочує ризик зараження ВІЛ-інфекцією, наприклад, в Чаді, де цей метод виявився найбільш економічно ефективним у запобіганні інфекції.

## Декриміналізація
Загроза кримінального переслідування відкидає повій і споживачів ін'єкційних наркотиків на задвірки суспільства, викликаючи асоціальну поведінку і призводячи до збільшення кількості передозувань, поширення інфекційних захворювань і насильства. Декриміналізація наркотиків та проституції як стратегія зменшення шкоди дає можливість розглядати наркотичну залежність як питання суспільної охорони здоров'я, а не злочинної діяльності. Це дає шанс на життя для інших подібних стратегій зниження шкоди.

## Психіатричні препарати
Відповідно до зростаючої важливості питань щодо побічних ефектів психіатричного лікування і довгострокової залежності, дружні групи психічного здоров'я Freedom Center і The Icarus Project опублікували «Керівництво по зниженню шкоди з метою позбавлення залежності від психіатричних ліків». Керівництво із самодопомоги забезпечує пацієнтів інформацією, яка допоможе оцінити ризики та переваги, а також підготуватися до повного припинення, зниження або продовження прийому препаратів, на той випадок, якщо їх лікарі не знайомі з або не в змозі забезпечити таку допомогу. Керівництво знаходиться в обігу серед широких груп споживачів і було перекладено десятьма мовами.

## Критика
Критики, такі як Drug Free America Foundation та інші члени мережі Міжнародної цільової групи із стратегічної наркополітики, заявили, що існує певний ризик, пов'язаний зі скороченням шкоди таким шляхом, оскільки переважання серед населення думки про те, що, наприклад, вживання нелегальних наркотиків може бути частково безпечним, призведе до поширення такого типу поведінки навіть серед тих людей, які в іншому випадку утримались би.
«Ми проти так званих стратегій „зниження шкоди“, оскільки вона сприяє формуванню хибного уявлення про існування безпечних або прийнятних способів використання наркотиків. Тобто, стратегій, в яких основною метою є дозволити користувачам наркотиків підтримувати звикання, руйнівну і нав'язливу дію, через інформування людей про одні ризики від наркотиків і ігнорування інших». Така заява щодо політики так званої політики зниження шкоди була зроблена на конференції в Брюсселі, Бельгія, уповноваженими особами мережі заборони наркотиків International Task Force on Strategic Drug Policy
Тим не менш, в Швейцарії частота випадків із зловживання героїном різко скоротилося після введення героїн-підтримуючого лікування. У дослідженні, опублікованому в журналі The Lancet, відзначалося:
«Політика зниження шкоди Швейцарії з її акцентом на медикалізації проблеми героїну, зробили свій внесок в створення непривабливого образу для молодих людей.» — Норд Карлос і Рудольф Штоллер, «Поширеність вживання героїну в Цюриху, Швейцарія: Аналіз випадків медичного лікування».
Більше того, критики забракували заходи щодо зниження шкоди за звинуваченням у спробі запровадити певні форми використання наркотиків прийнятними в суспільстві.
«Дана стратегія стала відображати філософію, в якій використання незаконних речовину розглядається не лише як невідворотний і все більш розповсюджуваний, а і як можливий і допустимий спосіб життя, оскільки використання не є „проблематичним“. У корені цієї філософії лежить прийняття вживання наркотиків як основну тенденцію в суспільстві. Ми відкидаємо цю філософію як приречену на поразку за своєю суттю. Ідея, що ми можемо спокійно використовувати наркотики є небезпечною. … Це насправді є дуже небезпечний вибір, який принесе велику шкоду для окремих людей, їх сімей і суспільства в цілому. І він посилає хибний сигнал для найціннішої і ще дуже вразливої групи канадців — наших дітей та молоді.» — Drug Prevention Network of Canada.
«… Навіть коли весь світ проти зловживання наркотиками, деякі організації та місцеві органи влади активно виступають за легалізацію наркотиків і просувають певні стратегії, такі як „зниження шкоди“, що приймають вживання наркотиків як дійсність і не допомагають споживачам наркотиків, звільнитися від наркотичної залежності. Це підриває міжнародні зусилля з обмеження пропозиції і попиту на наркотики. „Зниження шкоди“ дуже часто є просто іншою назвою для легалізації наркотиків, що є політичним підходом, який порушує конвенції ООН.
Для нас не може бути іншої мети, ніж світ без наркотиків. Ми підтримуємо положення INCB про те, що програми зниження шкоди не є замінниками для програм зі скорочення попиту і не повинно здійснюватися за рахунок інших важливих заходів щодо скорочення попиту на незаконні наркотики, таких, як діяльність з профілактики наркоманії.» — Декларація Всесвітнього Форуму проти наркотиків, Стокгольм, 2008, конференції за участю 82 країн.
Папа Бенедикт XVI піддав різкій критиці політику щодо зниження шкоди у співвідношенні з захворюваністю на ВІЛ/СНІД, сказавши, що це «трагедія, яка не може бути подолана лише за допомогою грошей, яка не може бути подолана шляхом поширення презервативів, які навіть посилюють проблеми». Ця позиція, у свою чергу, була широко розкритикована за спотворення і спрощення ролі презервативів у профілактиці інфекцій.